# Radical 73
El radical 73, representado por el carácter Han 曰, es uno de los 214 radicales del diccionario de Kangxi. En mandarín estándar es llamado　曰部, (yuē　bù, «radical “decir”»); en japonés es llamado 曰部, えつぶ　(etsubu), y en coreano 왈 (wal).
En algunas tipografías, el radical «decir» es muy similar al radical «Sol» 日, por lo que es posible confundir ambos. Sin embargo, el primero suele ser más ancho y menos alto que el segundo.

## Nombres populares
- Mandarín estándar: 扁日頭, biǎng rì tóu, «sol plano en la parte superior» (por el parecido al radical 72).
- Coreano: 가로되왈부, galodoe wal bu  «radical wal-decir».
- Japonés:　曰く（いわく）, iwaku, «decir»; 平日（ひらび）, hirabi, «sol aplastado» (por el parecido al radical 72).
- En occidente: radical «decir».

## Galería
| Estilos antiguos                                 | Estilos antiguos                  | Estilos antiguos                        | Estilos antiguos                   | Estilos antiguos                   | Estilos empleados actualmente       | Estilos empleados actualmente  | Estilos empleados actualmente    | Estilos empleados actualmente   | Estilos empleados actualmente  |
|                                                  |                                   |                                         |                                    |                                    |                                     | 曰                             | 曰                               |                                 |                                |
| 甲骨文 jiǎgǔwén (escritura de huesos oraculares) | 金文 jīnwén (escritura de bronce) | 简帛 jiǎnbó (escritura de bambú y seda) | 篆文 zhuànwén (escritura de sello) | 篆文 zhuànwén (escritura de sello) | 隸書 lìshū (estilo de los escribas) | 楷書 kǎishū (estilo regular)   | 楷書 kǎishū (estilo regular)     | 行書 xǐngshū (estilo corriente) | 草書 cǎoshū (estilo de hierba) |
| 甲骨文 jiǎgǔwén (escritura de huesos oraculares) | 金文 jīnwén (escritura de bronce) | 简帛 jiǎnbó (escritura de bambú y seda) | 大篆 dàzhuàn (sello grande)        | 小篆 xiǎozhuàn (sello pequeño)     | 隸書 lìshū (estilo de los escribas) | 繁體／繁体 fántǐ (tradicional) | 简体／簡體 jiǎntǐ (simplificado) | 行書 xǐngshū (estilo corriente) | 草書 cǎoshū (estilo de hierba) |

## Caracteres con el radical 73

| trazos | carácter       |
| ------ | -------------- |
| + 0    | 曰             |
| + 1    | 曱             |
| + 2    | 曲 曳          |
| + 3    | 更 曵          |
| + 4    | 曶             |
| + 5    | 曷             |
| + 6    | 書 曺          |
| + 7    | 曹 曻 曼 曽    |
| + 8    | 曾 替 最 朁 朂 |
| + 9    | 會             |
| + 10   | 朄 朅          |
| + 12   | 朆             |
| + 17   | 朇             |